# Libro de la Sabiduría de Salomón
El Libro de la Sabiduría, o Sabiduría de Salomón, es un libro bíblico del Antiguo Testamento. No forma parte de la Biblia hebrea, pero está incluida en la Septuaginta. Generalmente data de mediados del siglo I a. C., o del reinado de Calígula (37-41 d. C.). Sin embargo, distintas facciones y expresiones del Cristianismo Histórico lo incluyen en sus Biblias entre los llamados deuterocanónicos, en tanto que los grupos protestantes, y otros grupos cristianos lo excluyen de sus Biblias, así como a los otros deuterocanónicos, a los cuales consideraron como "apócrifos". En las Biblias católicas aparece después del Cantar de los Cantares, y antes del Eclesiástico, dentro de la sección de los llamados "Libros Sapienciales".

## Datos generales

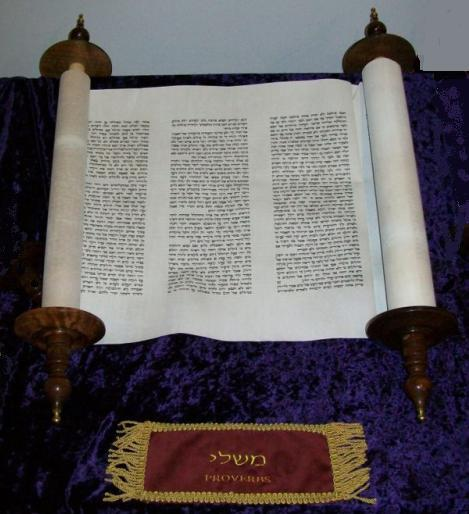
Rollo del libro de Proverbios.

### Autor
Debido a una antigua tradición piadosa, durante muchos siglos, el llamado Cantar de los Cantares, así como los Libros de los Proverbios, del Eclesiastés, de la Sabiduría, y otros Libros de Salmos y de Odas, fueron atribuidos a la autoría de Salomón, personaje a quien cita la Biblia como hijo y sucesor del rey David, dotado de una gran sabiduría, así como de una gran habilidad para las relaciones diplomáticas, constructor del primer gran templo de Yahveh en Jerusalén, y también como uno de los reyes  de todas las tribus israelitas. En el caso de todas estas obras, algunos estudiosos bíblicos[cita requerida] de tendencia protestante alegan que es un artificio literario, destinado a exaltar, por una parte, la gran inteligencia legendaria del mencionado rey, y, por otra, a tratar de aumentar la autoridad de los escritos, al atribuirlos a un autor conocido, ilustre en razón de su realeza, y, por añadidura, notable y destacado en el campo del conocimiento. Sin embargo, los Padres de la Iglesia lo citaban, tal es el caso de San Epifanio.
El autor de este libro ha sido un convencido israelita piadoso, profundo conocedor de los textos sagrados, la historia y las costumbres propios de su pueblo. Reproduce de forma muy fiel y minuciosa los usos y costumbres propios de la liturgia de los cultos paganos de la cultura egipcia, a los cuales reprueba y considera no actos religiosos, sino tan sólo prácticas idolátricas supersticiosas.
Está versado en la cultura alejandrina, y parece ser, por consiguiente, un israelita de la Diáspora, avecindado o residente en Alejandría. Y, como tal, escribe en una lengua griega muy fluida, provista de cierto grado de elegancia.

### Fecha de composición
De lo anterior se desprende que, si el autor era alejandrino, la fecha del manuscrito no puede remontarse a ninguna fecha anterior a la fundación de la ciudad por el conquistador Alejandro Magno, en 330 a. C. Desde allí en adelante, la fecha exacta permanece sumida en el misterio, y no hay evidencia de que haya existido algún original hebreo o arameo que pudiese brindarnos mayores precisiones, sino tan solamente el texto griego.
Los estudiosos han determinado que el libro fue escrito en pleno período helenístico, principalmente por la armonía que el autor evidencia entre la espiritualidad judía y la mentalidad griega. Aunque el autor del Libro de la Sabiduría da muestras fehacientes de no haber asimilado de manera alguna profunda o substancial algún tipo de doctrina filosófica griega, sí se lo observa, en cambio, utilizar en numerosas ocasiones términos habituales entre los estoicos y platónicos.
El autor de este libro utilizó como fuentes para sus convicciones los textos de la Biblia griega de los LXX. Y, si bien no lo afirma de una manera expresa, parece sugerir en algunos pasajes que los alejandrinos se encontraban —en el momento en que él escribe— llevando a cabo alguna forma de campaña de discriminación contra los israelitas. De forma tal que no sugiere una acción de genocidio, o de limpieza étnica, sino más bien algunas expresiones sutiles de animadversión o de desprecio, que pudieron haber estado en boga durante aquellos tiempos.
Problemas de este tipo en la Alejandría helénica, realmente comenzaron durante el reinado de Tolomeo VIII. Y algunos historiadores manifiestan que pudieron haberse prolongado hasta los reinados de Tolomeo XII, o de Cleopatra VII. Si aceptamos esto, el libro fue compuesto en algún momento de los 140 años que van del año 170 a. C. al año 30 a. C. Exégetas católicos calculan que el período más probable para fechar el Libro de la Sabiduría se extiende entre los años 80 y 50 a. C.
Sabiduría fue añadido al Antiguo Testamento por las comunidades de israelitas piadosos de Alejandría, llegando, de esta forma, a convertirse en el más reciente y último de los libros canónicos de la Biblia Septuaginta, misma que representa la base y fundamento para el Antiguo Testamento de las Biblias usadas por la inmensa mayoría de las Iglesias Cristianas Históricas.

### Canonicidad
Melitón de Sardes en el siglo II d. C., san Agustín (397 d. C.) y el papa Inocencio I (405 d. C.) consideraron que la sabiduría de Salomón formaba parte del Antiguo Testamento. Atanasio escribe que el Libro de la Sabiduría junto con otros tres libros deuterocanónicos, aunque no forman parte del Canon, "fueron designados por los Padres para ser leídos". Epifanio de Salamina (c 385 d. C) menciona que la Sabiduría de Salomón era de disputa canónica. Según el monje Rufino de Aquilea (400 d. C.), el Libro de la Sabiduría no era llamado libro canónico sino eclesiástico.
El Libro de la Sabiduría fue catalogado como canónico por el Concilio de Roma (382), el Sínodo de Hipona (393), el Concilio de Cartago (397) y el Concilio de Cartago (419), el Concilio de Florencia (en 1442) y el Concilio de Trento (en 1546).
Forma parte integrante del canon de la Iglesia católica y también de la Iglesia ortodoxa. 
Al no existir algún original hebreo o arameo conocido de este libro, y por el hecho mismo de hallarse solamente en la Septuaginta, los judíos rabínicos, así como los grupos protestantes, y otros grupos cristianos con ideas diferentes de los antes citados, por defecto dieron en dar por "apócrifo" éste, así como los otros deuterocanónicos, aunque algunas de ellas lo ven como lectura provechosa, y algunas importantes biblias protestantes, tales como la Biblia de Lutero, la Biblia de Jacobo VI de Escocia y I de Inglaterra (la famosa King James Version), de 1611, así como las Biblias de Casiodoro de Reina, de 1569, y de Cipriano de Valera, de 1602, recientemente reeditadas bajo el título de 'La Biblia del Siglo de Oro', incluyen este libro, así como los otros deuterocanónicos.

## Contenido
La estructura se puede dividir en tres secciones:
1. Libro de escatología
  - exhortación a la justicia
  - habla de los impíos, contrastes de los impíos y los justos
  - exhortación a la sabiduría
2. Libro de Sabiduría
  - El discurso de Salomón sobre sabiduría, riqueza, poder y oración
3. Libro de historia
  - introducción, seguida de dípticos de plagas
  - digresión sobre el poder y la misericordia de Dios
  - digresión sobre la adoración falsa y otras plagas
  - recapitulación y doxología final

El libro se dirige a los hermanos de raza de su autor, judíos e israelitas avecindados en Alejandría, para alertarlos de la devastación y la ruina moral a los que se verían reducidos en caso de dejarse seducir por los cultos paganos, o por el ateísmo o la falta de piedad hacia el Dios de sus padres. El objetivo último de Sabiduría es, pues, llevar a los compatriotas del redactor de nuevo al redil de la verdadera religión.
En tiempos alejandrinos, los judíos e israelitas piadosos solían enfrentarse, de manera continua, a la gran seducción del paganismo griego, y de su relajada conducta moral, su estilo de vida hedonista, y sus maneras amplias y libres de pensar. El autor del libro considera aberrante todo esto sin ambages, y constantemente lanza mordaces invectivas contra los griegos y su forma de vida. Trata de crear polémica y de convertir prosélitos para su causa, sin desdeñar siquiera a los griegos que quieran convertirse. Si puede conseguir simpatizantes entre los impíos y convertirlos al culto de Yahvéh, Dios de los israelitas, pues considerará que su tarea se cumple de esta forma.
El Libro de Sabiduría es único en el Antiguo Testamento por la profundidad y amplitud de su exposición doctrinal: puede considerárselo un libro pleno de esperanza y de fe, así como el epítome, culmen y conclusión de todo el pensamiento religioso israelita justamente anterior a Jesucristo. 

### Destino del ser humano
Sabiduría es simple y directo a este respecto. A la pregunta de cuál es el sentido de la vida responde: buscar la obra y la voluntad de Dios en las cosas terrenas. Esto es: alcanzar el conocimiento de Dios, rendirle culto y ofrecerle los servicios adecuados. Quien cumple todo esto no es otra cosa que un hombre justo, hijo, amigo y amante de la divinidad, mientras que quien se aparta de la doctrina es pecador e impío y se encamina a la perdición. El justo, por el contrario, es incorruptible e inmortal (Sab. 2:23).
Este libro perfecciona, en cierto modo, la doctrina de Daniel y II Macabeos. En ellos Dios esbozaba por primera vez la promesa de premios y castigos en la vida ultraterrena, primera concepción intelectual del más allá que antes no existía para la mentalidad judía. Esta prefiguración de la eternidad cristiana se encuentra descrita en Sb 3, 1-6.